# Jacques Chazarain
Jacques Chazarain (* 1942) ist ein französischer Mathematiker und Informatiker, der sich mit Partiellen Differentialgleichungen und Dynamischen Systemen befasst.

## Leben
Chazarain wurde 1970 an der Universität Paris bei Jacques-Louis Lions promoviert. Er war Professor an der Universität Sophia-Antipolis in Nizza. 
In einem Aufsatz in Inventiones Mathematicae von 1974 behandelt er die Wellengleichung auf Riemannschen Flächen. Als Ausgangspunkt wählt er die Interpretation der Poissonschen Summenformel (Formulierung mit Dirac-Kamm) als Beziehung zwischen dem Spektrum des Laplaceoperators auf dem Torus und einer Summe über periodische geodätische Bahnen. Martin Gutzwiller sieht in dem Aufsatz wie auch in etwa gleichzeitigen Arbeiten von Colin de Verdière einen Vorläufer seiner eigenen Spurformel, die eine Verbindung zwischen klassischem und quantenmechanischem Regime bei klassisch chaotischen Systemen liefert.
Er befasste sich auch in der Janus-Gruppe an seiner Universität mit Entwicklung von Programmsystemen in der Programmiersprache Scheme.

## Schriften
- mit Alain Piriou: Introduction to the theory of linear partial differential equations, North Holland 1982
- Herausgeber: Fourier integral operators and partial differential equations : Colloque International, Université de Nice, 1974, Springer, Lecture Notes in Mathematics 459, 1975
- Formule de Poisson pour les variétés riemanniennes, Inventiones Mathematicae, Band 24, 1974, S. 65–82. Digitalisat
- Le problème mixte hyperbolique. Séminaire Bourbaki,432, 1972
- Spectre des opérateurs elliptiques et flots hamiltoniens. Séminaire Bourbaki 460, 1974/75
- Programmer avec Scheme, Vuibert 1998